# العريش (القفر)

تعديل مصدري - تعديل

العريش محلة تابعة لقرية مقرض، التابعة لعزلة بني سيف العالي بمديرية القفر إحدى مديريات محافظة إب في الجمهورية اليمنية، بلغ تعداد سكانها 21 حسب تعداد اليمن لعام 2004.